# Nongstoin
Nongstoin là một thị xã và là nơi đặt ủy ban khu vực thị xã (town area committee) của quận West Khasi Hills thuộc bang Meghalaya, Ấn Độ.

## Địa lý
Nongstoin có vị trí 25°31′B 91°16′Đ / 25,52°B 91,27°Đ Nó có độ cao trung bình là 1409 mét (4622 feet).

## Nhân khẩu
Theo điều tra dân số năm 2001 của Ấn Độ, Nongstoin có dân số 22.003 người. Phái nam chiếm 50% tổng số dân và phái nữ chiếm 50%. Nongstoin có tỷ lệ 67% biết đọc biết viết, cao hơn tỷ lệ trung bình toàn quốc là 59,5%: tỷ lệ cho phái nam là 67%, và tỷ lệ cho phái nữ là 66%. Tại Nongstoin, 23% dân số nhỏ hơn 6 tuổi.